# Margaretha Wästerstam
Ragnhild Margaretha Wästerstam, född 28 mars 1935 i Annedal, är en svensk TV-producent och skådespelare.

## Biografi
Margaretha Wästerstam växte upp i Haga i Göteborg. Efter studenten kom hon in på Stadsteaterns elevskola i Göteborg. Efter utbildningen flyttade hon till Stockholm och Riksteatern och därefter var hon verksam vid Uppsala Stadsteater.
Efter några år som skådespelare for hon till USA för att studera  TV- och teaterregi vid University of Georgia.
Hemma igen som utbildad TV- producent tog hon kontakt med TV men fick nöja sig med administrativa sysslor. "Vi tjejer fick bli skriptor medan männen, som saknade utbildning, blev tv-producenter", menade Wästerstam. När TV2 startade 1969 tillhörde hon de första medarbetarna. Hon kom att göra program från olika delar av världen. Stor framgång hade hon med ungdomsprogrammet Knuff 1970–1975. Medan hon arbetade på TV utbildade hon sig till gestaltterapeut och sade upp sig från TV 1990. Genom Mediabolaget spelade Margaretha Wästerstam in serien "Innerst inne" i fyra delar 1990, om gestaltterapi i grupp med ledarna och gestaltterapeuterna Barbro och Mikael Curman. Serien sändes i SVT under 1991. 
Under en period av utbrändhet började hon fotografera för att komma tillbaka till vardagen. Hon flyttade också tillbaka till Göteborg 1996. Hennes fotografier har ställts ut ett flertal gånger. Utställningen 2007 Till glädje på Galleri Floras Rike i Botaniska trädgården i Göteborg berättade om en återkomst, till naturen och till livet.

### Filmografi
- 1958 - Mannekäng i rött
- 1981 - Sopor

### Producent/regi
- 1972 - Knuff
- 1980 - Är det mig ni vill döda? (manus, producent, regi)
- 1982 - Satsa livet för att leva (regi)
- 1990 - Innerst inne (producent)